# مارك نيكولز
مارك نيكولز (بالإنجليزية: Mark Nicholls)‏ هو لاعب كرة قدم بريطاني في مركز الهجوم، ولد في 30 مايو 1977 في هيلينغدون ‏ في المملكة المتحدة. لعب مع تشيلسي وغريمسبي تاون وكولتشستر يونايتد ونادي ألدرشوت تاون ونادي بارتيك ثيسل ونادي توركي يونايتد ونادي ريدنغ ونادي نورثوود لكرة القدم ونادي هايز وهاميلتون أكاديميكال.

## وصلات خارجية
- مارك نيكولز على موقع قاعدة بيانات كرة القدم.إي يو (الإنجليزية)
- مارك نيكولز على موقع Soccerbase.com (لاعب) (الإنجليزية)
- مارك نيكولز على موقع عالم كرة القدم.نت (الإنجليزية)